# Rhododendron longistylum
Rhododendron longistylum är en ljungväxtart. Rhododendron longistylum ingår i släktet rododendron, och familjen ljungväxter.

## Underarter
Arten delas in i följande underarter:
- R. l. decumbens
- R. l. longistylum